# ماتيلد 253
ماتيلد (كوكب صغير يطلق عليه اسم: 253 ماتيلد)، وهو كويكب في حزام الكويكبات الوسيط، قطره حوالي 50 كيلومترًا، إكتشفه عالم الفلك النمساوي يوهان بليسا في مرصد فيينا في 12 نوفمبر 1885. له مدار بيضاوي نسبيًا يتطلب أكثر من أربع سنوات لدوران الشمس.
هذا الكويكب المتدهور له معدل دوران بطيء بشكل غير عادي، ويتطلب 17.4 يومًا لإكمال ثورة 360 درجة حول محوره، وهو كويكب بدائي من النوع C، مما يعني أن السطح يحتوي على نسبة عالية من الكربون، مما يعطيها سطحًا داكنًا يعكس 4٪ فقط من الضوء الذي يسقط عليه.
تمت زيارة ماتيلد من قبل مركبة الفضاء (ملتقي الكويكبات القريبة من الأرض) وتعرف أيضاً باسم (نير شوميكر) خلال يونيو 1997، في طريقها إلى الكويكب 433 إيروس.
خلال التحليق التقطت المركبة الفضائية نصف الكرة الأرضية للكويكب، وكشفت عن العديد من الحفر الكبيرة التي تسببت في انخفاضات في السطح. كان أول كويكب كربوني يتم إستكشافه، وحتى زيارة 21 لوتيشيا في عام 2010، كان أكبر كويكب تزوره مركبة فضائية.